# Ille-et-Vilaine
Ille-et-Vilaine (IPA: [ˌileviˈlɛn]; bretonul: Il-ha-Gwilen) a 83 eredeti département egyike, amelyeket a francia forradalom alatt 1790. december 22-én hoztak létre.

## Elhelyezkedése
Franciaország nyugati részén, Bretagne régióban található.

## Galéria

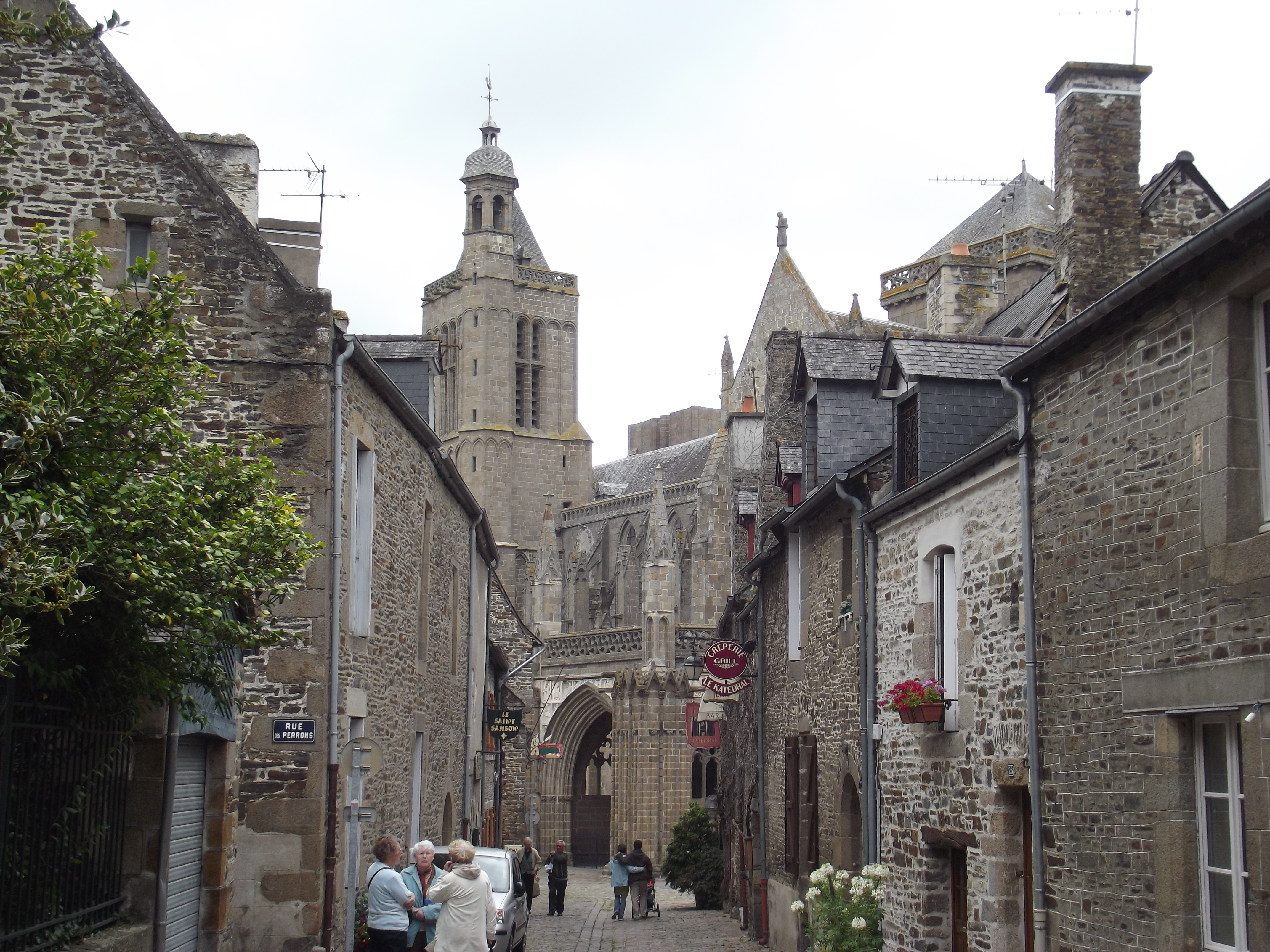
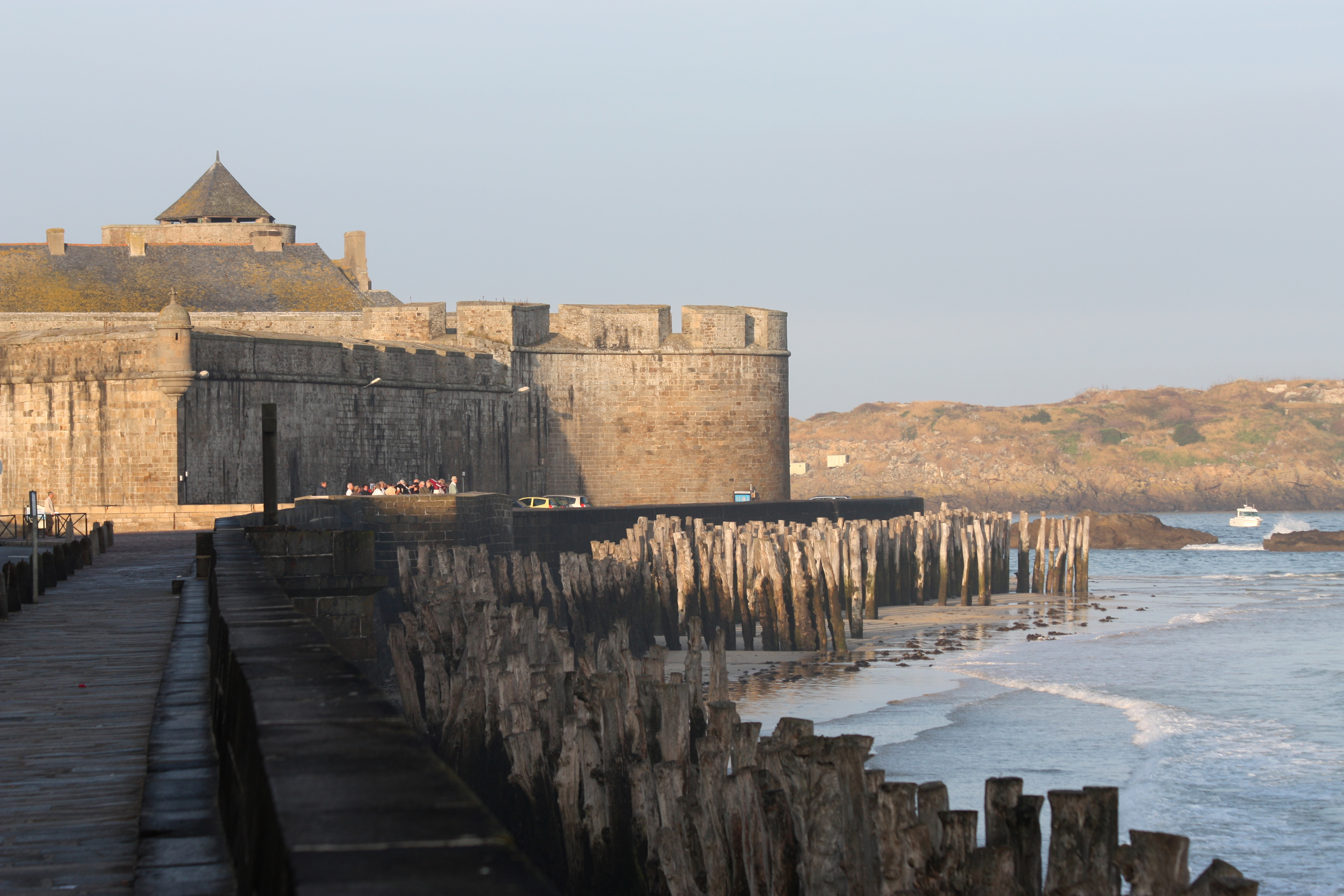
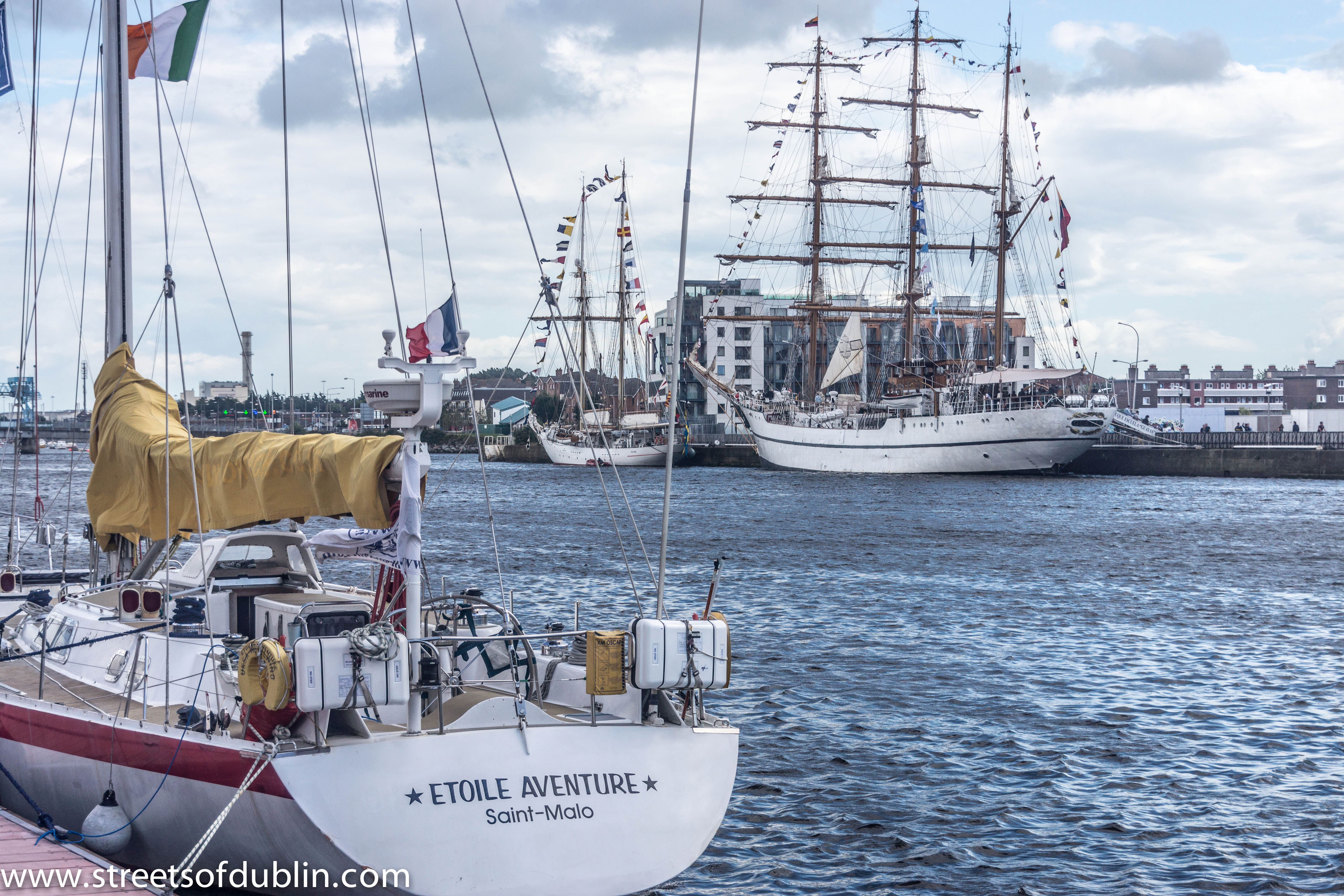
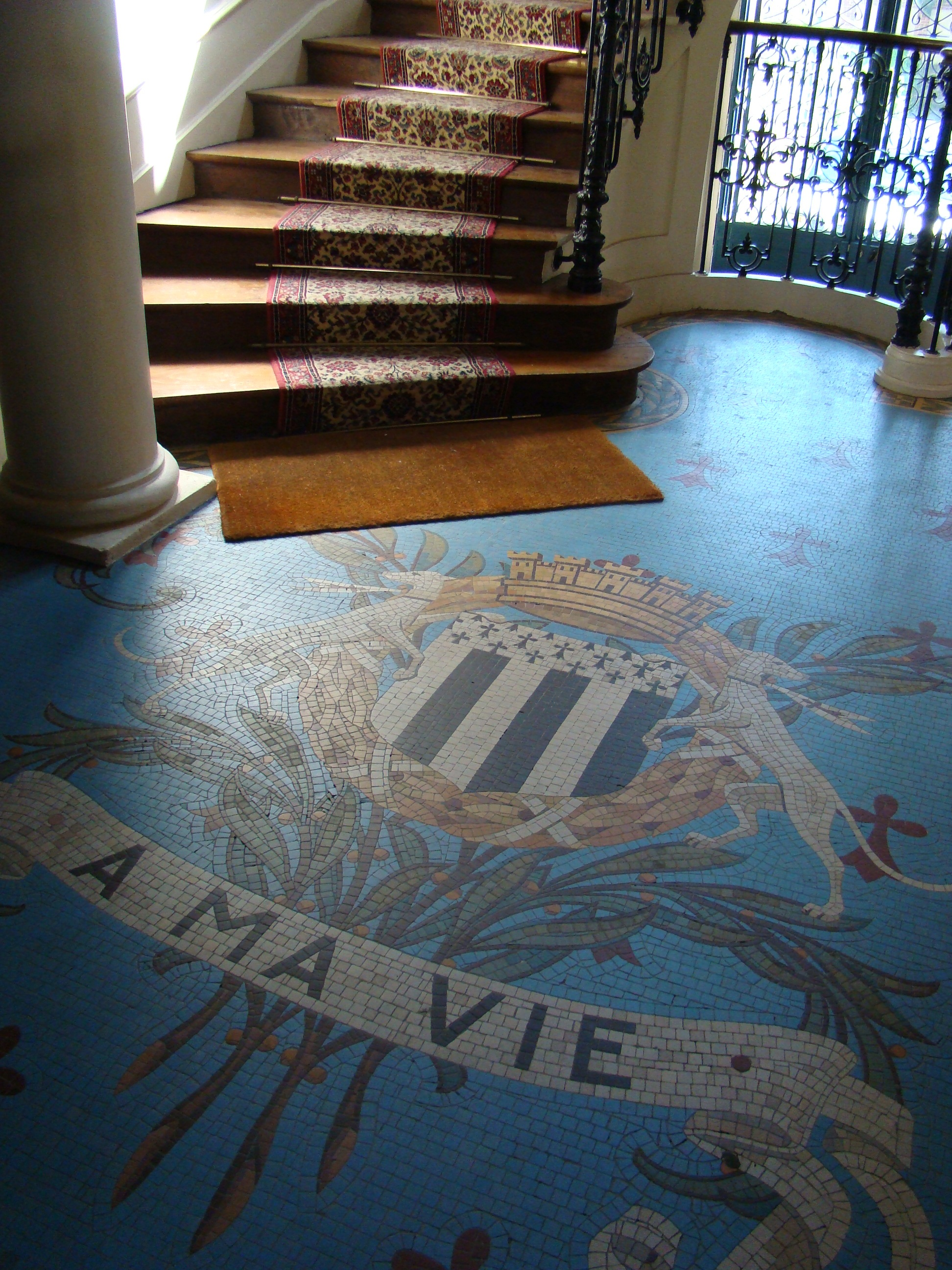
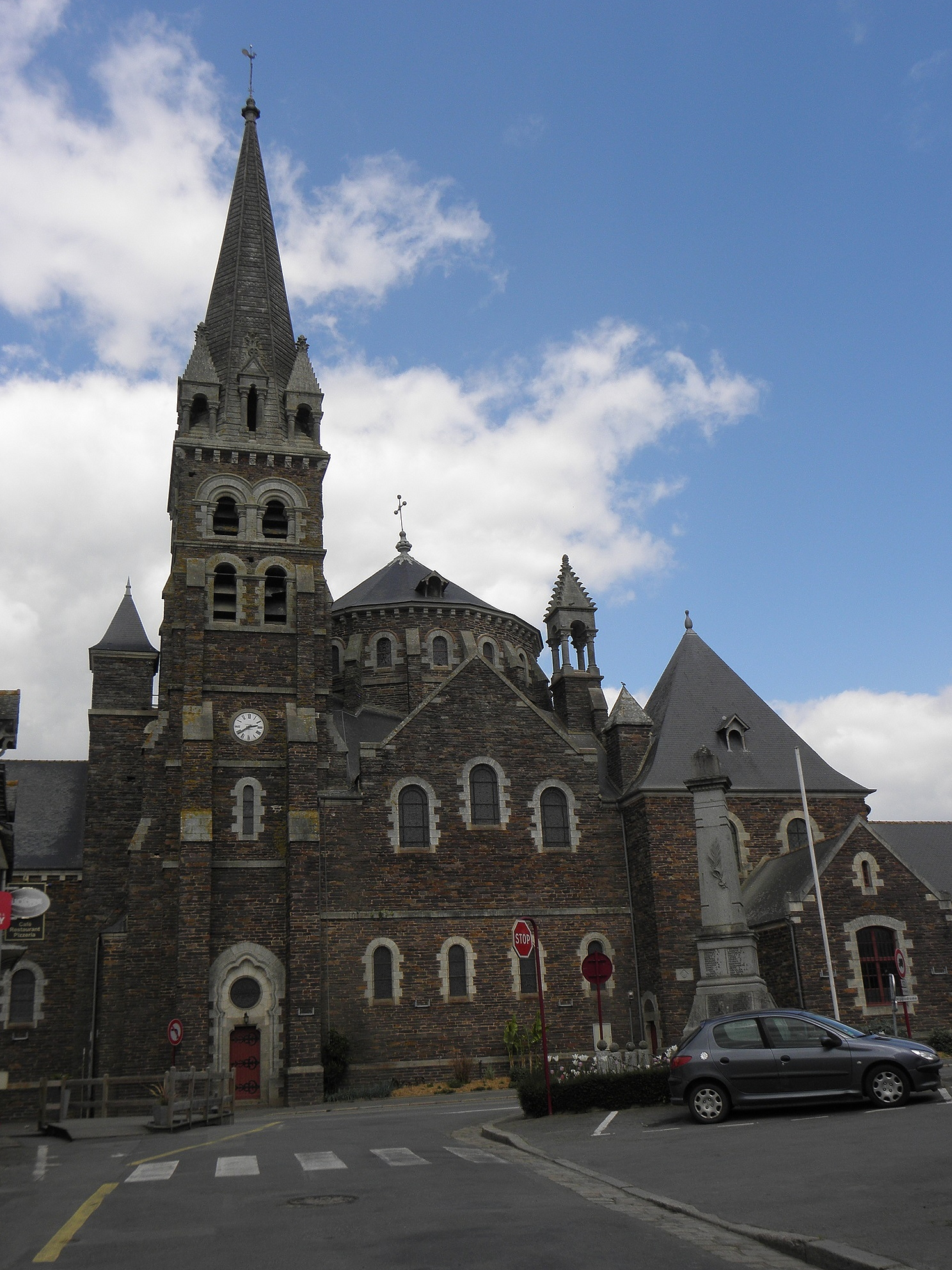
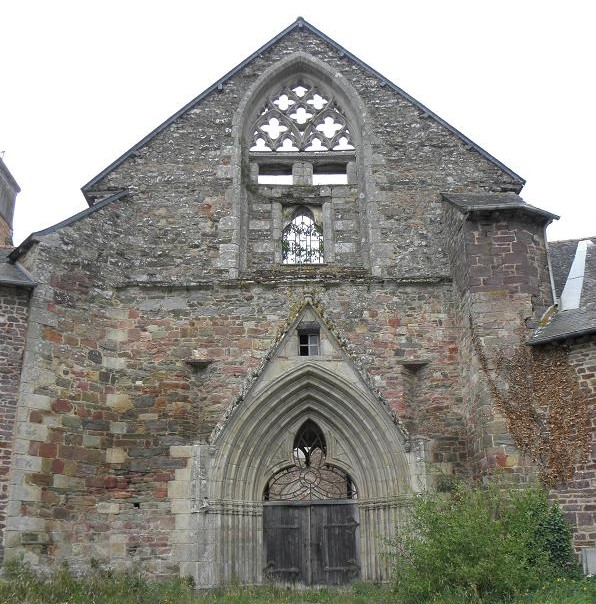
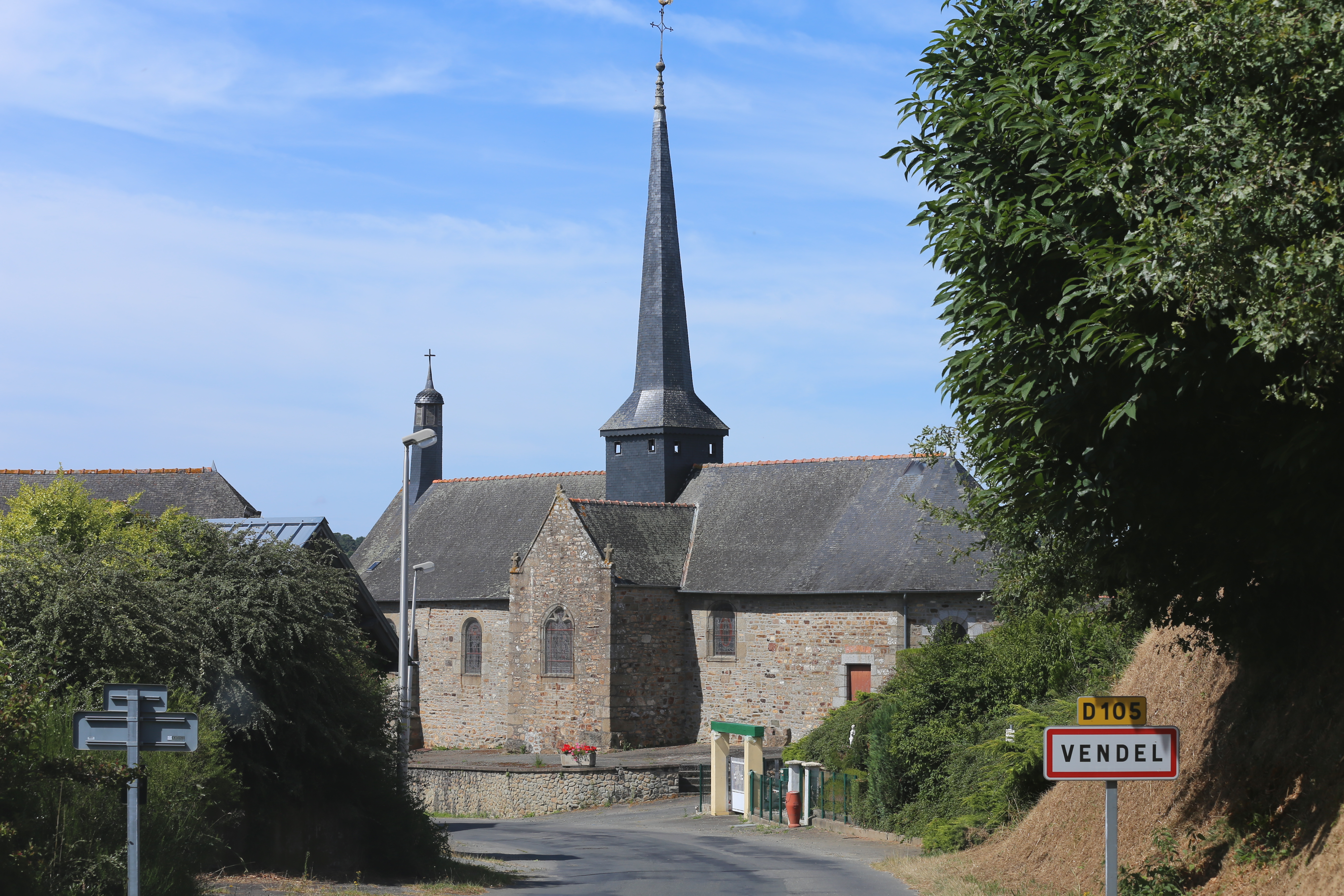
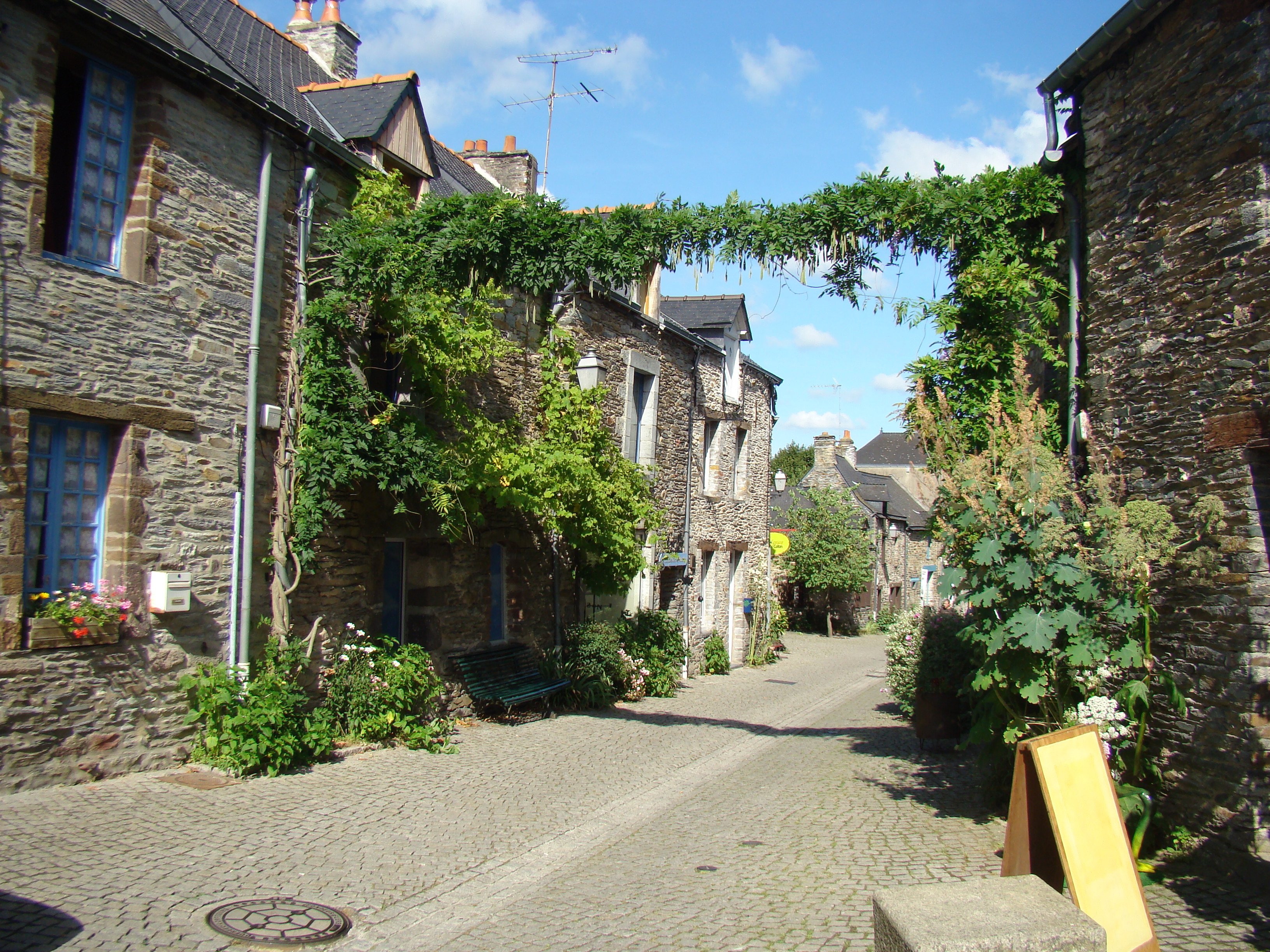
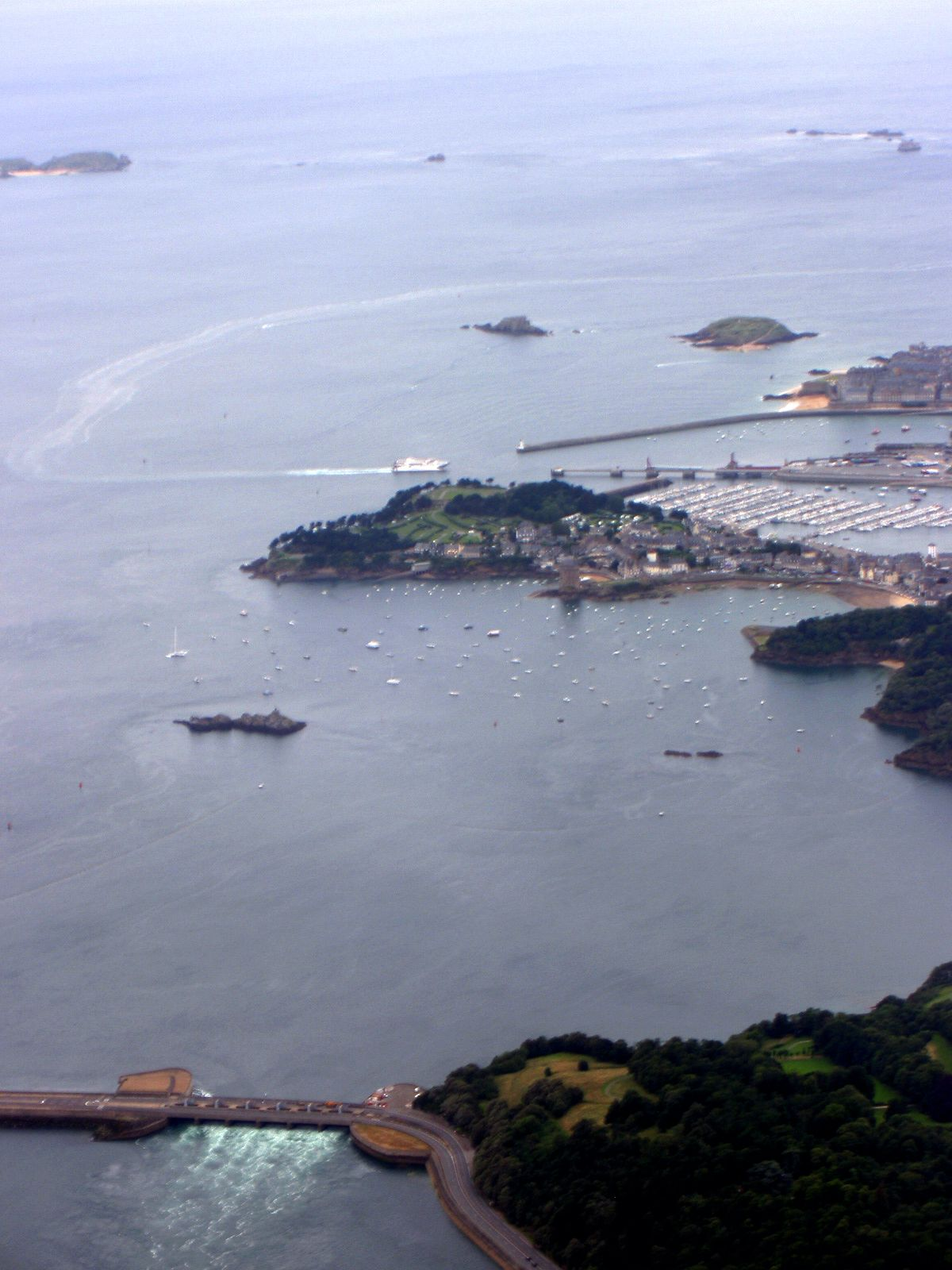
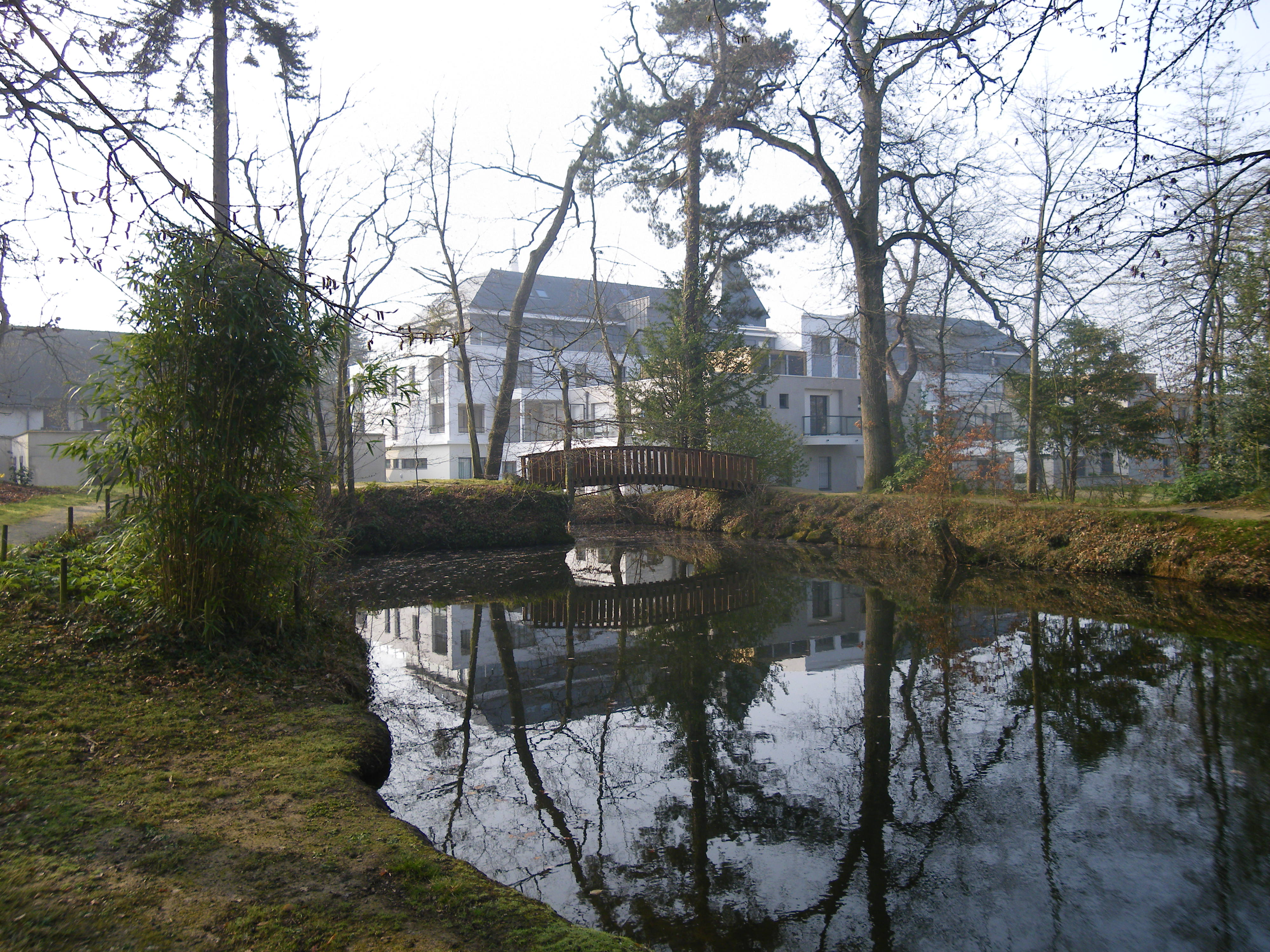
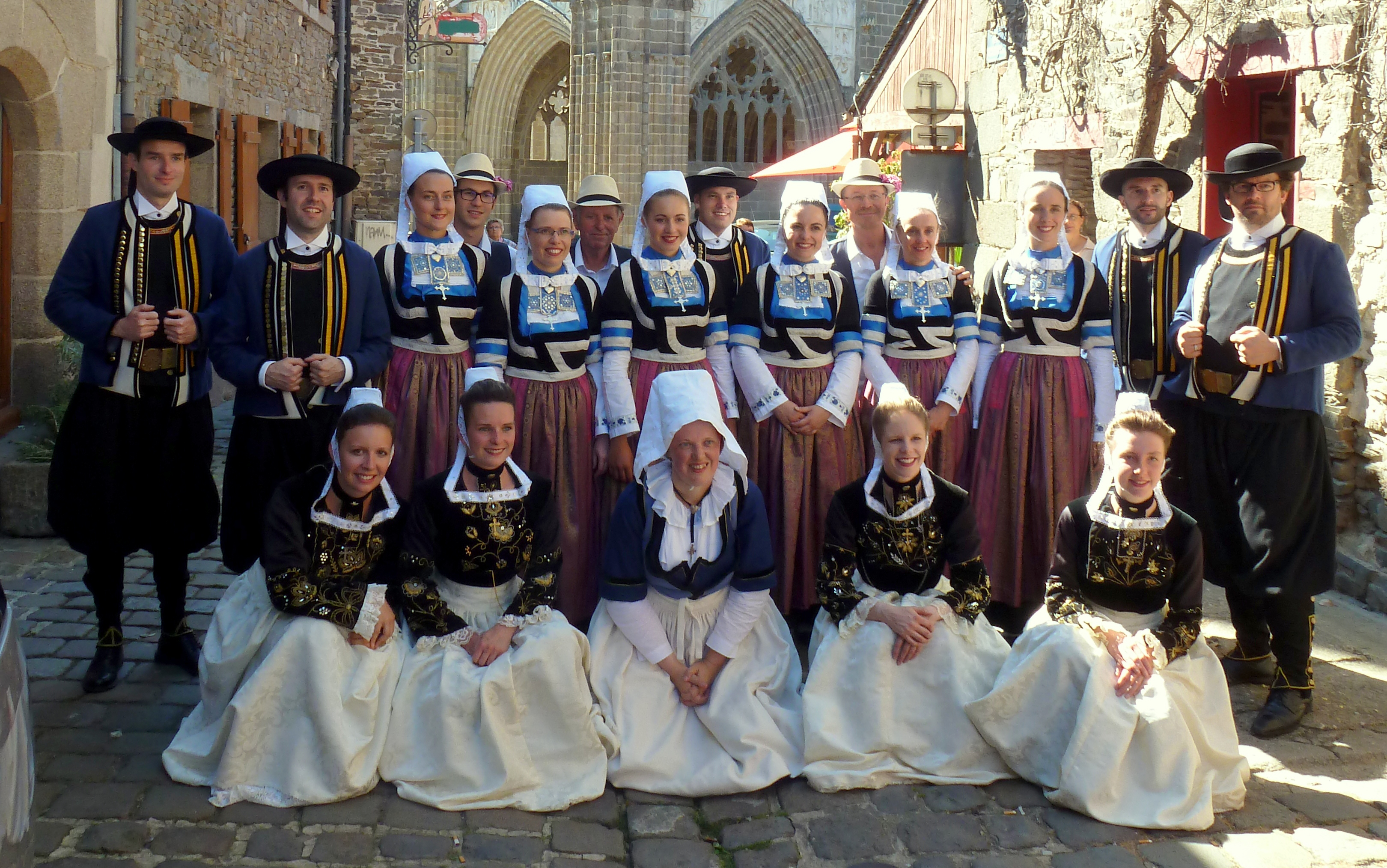
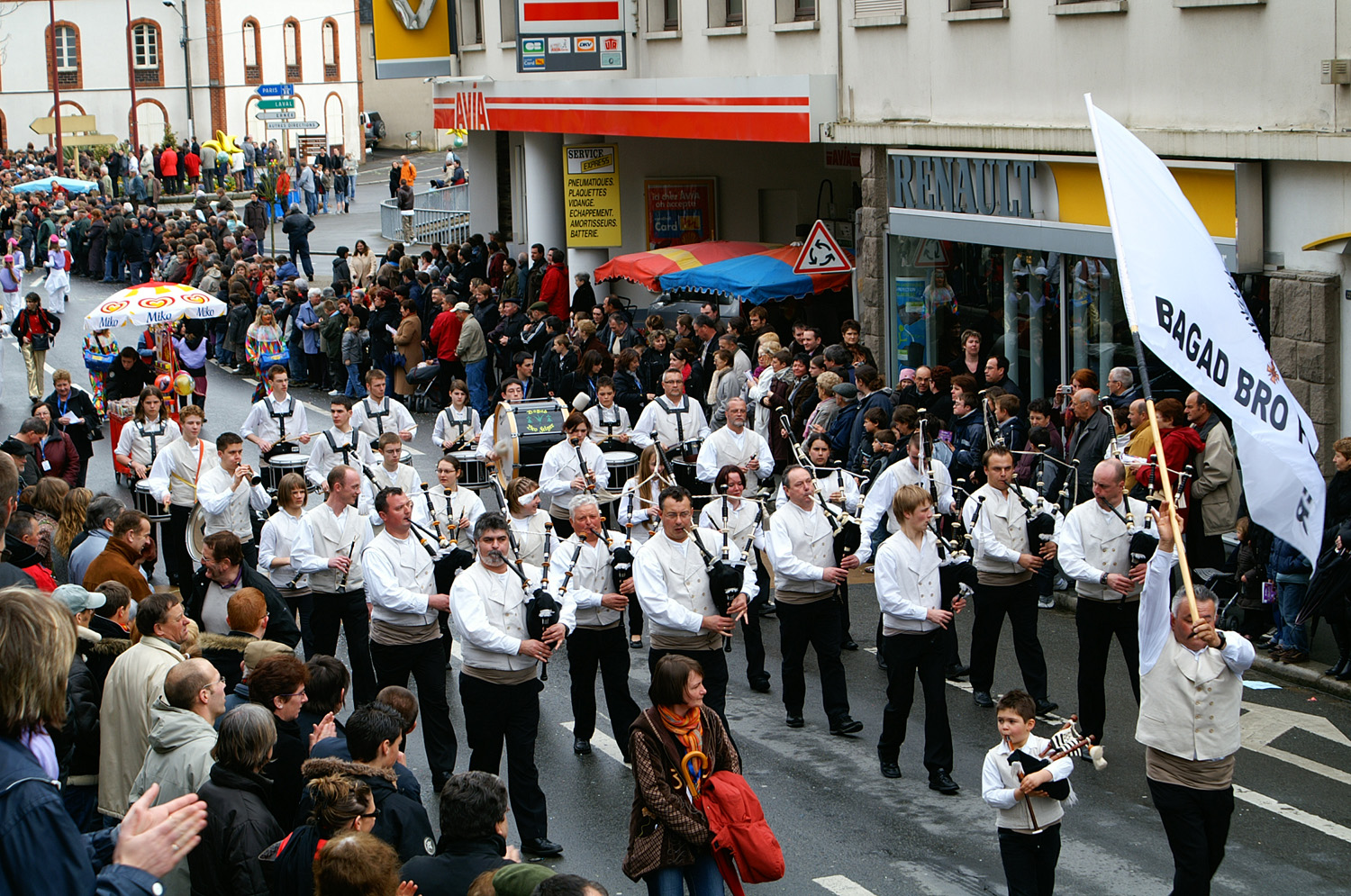

## Települések
| Kerület    | Lakos (2010) | Terület (km²) | Kanton | Önkormányzat |
| ---------- | ------------ | ------------- | ------ | ------------ |
| Fougères   | 19.779       | 999           | 6      | 57           |
| Redon      | 9.592        | 1335          | 7      | 53           |
| Rennes     | 207.178      | 3483          | 31     | 180          |
| Saint-Malo | 46.342       | 958           | 9      | 63           |

Legnagyobb városok
- Dol-de-Bretagne
- Fougères
- Redon
- Rennes
- Saint-Malo
- Vitré